# Pavel Branko
Pavel Branko (* 27. April 1921 in Triest; † 17. August 2020 in Bratislava) war ein tschechoslowakischer Filmkritiker, Filmtheoretiker, literarischer Übersetzer und Autor von sprachkritischen Werken.

## Leben und Wirken
Wegen der jüdischen Vorfahren väterlicherseits wurde er vom hitlerhörigen, slowakischen Regime während des Zweiten Weltkriegs in seiner Tätigkeit eingeschränkt und bald auch wegen antifaschistischer Tätigkeit inhaftiert. Den Deutschen übergeben, wurde er ins KZ Mauthausen deportiert, wo ihn die US-Armee 1945 befreite.
Branko war dann zunächst als Übersetzer von Brecht, Gorki und Jack London und bald auch als Filmkritiker tätig. Als er 1948 wegen seines Nichteinverständnisses mit den politischen Ereignissen dieses Jahres in der Tschechoslowakei seine Arbeit aufgab und aus der KP austrat, zog er sich zum Schreiben mit seiner Frau in eine Berghütte in der Hohen Tatra zurück.
Branko arbeitete bald wieder ohne Parteimitgliedschaft als Filmkritiker, der u. a. auch von internationalen Festivals für Filmzeitschriften berichtete.
1968 gehörte er zu einer Delegation von Filmschaffenden und Filmkritikern, die Filme der slowakischen „Neuen Welle“ in Westdeutschland vorstellten.
Ein oder zwei Jahre später erhielt er Schreib- bzw. Publikationsverbot. Dieses wurde erst 1989 aufgehoben.
Branko konnte in dieser Zeit, in der er auf der Schwarzen Liste stand, einiges unter dem Namen von Freunden publizieren. Seine Ehe wurde geschieden; er heiratete erneut.
Im Alter publizierte Branko vor allem sprachkritische Bücher und sprachkritische Beiträge in Tageszeitungen wie der slowakischen Pravda.

## Auszeichnungen
- 1987 wurde Pavel Branko die Ehrendoktorwürde der Filmakademie VSMU verliehen.
- 2000 ehrte ihn der Premier des Landes durch die Überreichung einer Ehrenurkunde, als ihm die Goldene Kamera des MFF-Filmkunst-Festivals verliehen wurde. Im selben Jahr erhielt Branko den Preis der Slowakischen Filmkritik.
- 2007 war er Empfänger des Slnko v sietu (Sonne im Netz)-Preises der Slowakischen Film- und Fernsehakademie für sein Lebenswerk.

## Werke
- Od začiatkov po prah zrelosti slovenský film 1945–1970 (From the beginnings to the threshold of maturity – Slovak cinema 1945–1970). VŠMU / Academy for the Performing Arts, Bratislava 1991, ISBN 80-85182-17-3.
- Mikrodramaturgia dokumentarizmu. Slovenský filmový ústav/Slovak Film Institute, Bratislava 1991, ISBN 80-85187-00-0. (Micro-dramaturgy of documentary film; theoretical reflections.)
- Straty a nálezy I, 1948–1998 (Lost and found I, 1948–1998). Bratislava 1999, ISBN 80-85182-52-1.
- Straty a nálezy II, 1963–2005 (Lost and found 2, 1963–2005). Bratislava 2005, ISBN 80-85187-44-2.
- Proti prúdu (Against the Current). Marenčin PT/SFÚ, Bratislava 2011, ISBN 978-80-8114-066-2.
- Úklady jazyka (Schemes of Language). MilaniuM/SFÚ, Bratislava 2014, ISBN 978-80-89178-54-4.
- Gegen den Strom. Mit DVD 'Ein Held unserer Zeit'. New Academic Press, Wien 2018, ISBN 978-3-7003-2004-3.